# Olpium robustum
Espèce
Olpium robustum est une espèce de pseudoscorpions de la famille des Olpiidae.

## Distribution
Cette espèce est endémique du Tamil Nadu en Inde. Elle se rencontre vers Kodaikanal.

## Publication originale
- Murthy & Ananthakrishnan,, « Indian Cheloneth », Oriental Insects Monographs,,‎ 1977, p. 1-210., article no 4